# Gruppi di Azione Partigiana
Gruppi d'Azione Partigiana (GAP) var en paramilitär grupp inom den italienska extremvänstern. Den grundades av Giangiacomo Feltrinelli i Milano och hade förgreningar i Genua och Turin. Gruppen var verksam 1969–1972. 